# Paradentobunus aureomaculatus
Genre
Espèce
Paradentobunus aureomaculatus, unique représentant du genre Paradentobunus, est une espèce d'opilions eupnois de la famille des Sclerosomatidae.

## Distribution
Cette espèce est endémique du Bengale-Occidental en Inde. Elle se rencontre dans le district de Darjeeling .

## Description
Le mâle holotype mesure 4,5 mm.

## Publication originale
- Roewer, 1915 : « 106 neue Opilioniden. » Archiv für Naturgeschichte, vol. 81, no 3, p. 1–152 (texte intégral).